# Trùng trục có khía
Trùng trục có khía hay còn gọi là trùng trục (Danh pháp khoa học: Lanceolaria fruhstorferi) là một động vật thân mềm hai mãnh vỏ trong họ Unionidae. Chúng là một loài động vật đặc hữu của Việt Nam.

## Đặc điểm
Trùng trục có cỡ trung bình, vỏ tương đối ngắn, rộng bản vuốt nhọn đột ngột. Vỏ dày vừa, vùng đỉnh vỏ thấp. Cạnh trước tròn đều, cạnh bụng thẳng hơi lõm ở khoảng giữa, cạnh lưng hơi cong xuống. Mặt ngoài vỏ nhẵn ở vùng đầu trước, ở đỉnh vỏ thấy các gờ dọc ngắn song song và các dãy nốt sần chữ chi. Phần đuôi vỏ có những khía dọc lớn song song chạy ra tới đầu mút. Vỏ màu nâu đen, xà cừ màu trắng, ánh ngũ sắc.
Kết cấu của thịt trùng trục chắc, màu của vỏ đều, gốc vỏ màu vàng, đường viền màu hồng ánh xanh, toàn bộ số giống có kích cỡ đều nhau, không ngậm tạp chất, không có mùi hôi, trùng trục khỏe có biểu hiện khi xếp trong sọt không bị mở miệng, nhưng khi tiếp xúc với nước biển hay mặt bùn, lập tức thò chân ra ngoài và di chuyển rất linh hoạt.

## Tập tính
Sống trong sông vùng núi, đáy mềm bùn, cát. Trùng trục thường sống ở vùng bùn lầy ven biển, đặc biệt là những nơi có sự phân tầng rõ rệt, tầng mặt là lớp bùn mỏng, mịn, dày khoảng 3–5 cm, tầng giữa là lớp bùn pha cát, dày từ 20–30 cm, tầng đáy là lớp cát mịn. Chọn những vùng thủy triều vừa và thấp, vì hàng ngày, khi thủy triều rút, sẽ để lộ bãi sình lầy trong vòng 3 đến 5 tiếng. Vùng vịnh và cửa sông là những nơi có rất nhiều bùn và bằng phẳng, rất thích hợp với sự sinh trưởng của trùng trục. Khu vực nuôi trùng trục phải lặng gió, sóng yếu, thủy triều lên xuống đều đặn với tốc độ dòng chảy ổn định.

## Trong ẩm thực
Trùng trục dùng để chế biến những món ăn ngon như: Canh trùng trục nấu chua, Nguyên liệu gồm trùng trục cả vỏ 1 kg, Trùng trục mua về ngâm nước rồi rửa nhiều lần cho sạch bùn đất còn đang bám trên vỏ, khi đã rửa sạch, bỏ vào nồi rồi luộc lên. Cách luộc trùng trục giống như luộc ốc, đổ xâm xấp nước, thêm 2 quả cà chua, 1 quả sấu, gia vị, đậy vung và đun sôi. Khi trùng trục đã há hết miệng là đã chín, thêm hành mùi và mì chính. Gỡ lấy ruột trùng trục. Bóc phần ruột đen bỏ đi, xả qua với nước để loại bỏ hết những cát bẩn ở ruột. Ở một số địa phương nghề nuôi trùng trục phát triển mạnh mẽ, khiến nguồn cung cấp giống trong tỉnh không đáp ứng đủ nhu cầu nên phải nhập từ các địa phương khác.